# Нігерська федерація футболу
Нігерська федерація футболу (англ. Nigerien Football Association, фр. Fédération Nigerienne de Football) — організація, що здійснює контроль та управління футболом у Нігері. Розташовується в Ніамеї. НФФ заснована у 1961 році, вступила до ФІФА у 1964 році та до КАФ у 1967 році. У 1975 стала членом-засновником Західноафриканського футбольного союзу. Федерація організує діяльність та керує національними збірними з футболу (чоловічою, жіночою, молодіжними). Під егідою федерації проводиться чемпіонат країни та багато інших змагань.